# Беренбах (Хунсрик)
Беренбах (њем. Bärenbach) општина је у њемачкој савезној држави Рајна-Палатинат. Једно је од 134 општинска средишта округа Рајн-Хунсрик. Према процјени из 2010. у општини је живјело 441 становника. Посједује регионалну шифру (AGS) 7140006.

## Географски и демографски подаци
Беренбах се налази у савезној држави Рајна-Палатинат у округу Рајн-Хунсрик. Општина се налази на надморској висини од 445 метара. Површина општине износи 4,8 km². У самом мјесту је, према процјени из 2010. године, живјело 441 становника. Просјечна густина становништва износи 91 становника/km².